# Dactylobatus armatus
Dactylobatus armatus is een vissensoort uit de familie van de Rajidae. De wetenschappelijke naam van de soort is voor het eerst geldig gepubliceerd in 1909 door Bean & Weed.